# Довгань Володимир Захарович
Володи́мир Заха́рович Довгань (22 липня 1929, Сміла, УСРР — помер
1 червня 2006 року, Москва, Росія) — радянський, український кінорежисер, сценарист. Заслужений діяч мистецтв УРСР (1967). Нагороджений медалями, значком «Відмінник кінематографії СРСР», Почесною Грамотою Президії Верховної Ради УРСР.

## Біографія
Народився 22 липня 1929 р. в м. Сміла Черкаської округи. в родині залізничника. Служив у Радянській Армії (1949—1952). Закінчив режисерський факультет Всесоюзного державного інституту кінематографії (1959). З 1956 р. працював асистентом режисера на Ялтинській кіностудії художніх фільмів, а з 1962 р. — режисером-постановником на Київській кіностудії художніх фільмів ім. О. П. Довженка.
У 1960—1992 рр. був членом Спілки кінематографістів України.
Викладав у Київському державному інституті театрального мистецтва імені Івана Карпенка-Карого.
Від 1990 р. мешкав і працював у Москві. Помер 24 вересня 2006 року.

## Фільмографія

### Режисер-постановник
На Ялтинській кіностудії:
- «Випереджаюча вітер» (1959, у співавт.)
- «Грізні ночі» (1960, у співавт.)
- «Серце не прощає» (1961, у співавт. з І. Кобозєвим)

На Київській кіностудії ім. О. Довженка:
- «Три доби після безсмертя» (1963)
- «Загибель ескадри» (1965)
- «А тепер суди...» (1966)
- «Гольфстрим» (1968)
- «Назвіть ураган „Марією“» (1970)
- «Сімнадцятий трансатлантичний» (1972)
- «Особисте життя» (1974)
- «Талант» (1977,т/ф, 4 а)
- «Незручна людина» (1978, 2 а)
- «Сімейне коло» (1979)
- «Танкодром» (1981)
- «Три гільзи від англійського карабіна» (1983)
- «І ніхто на світі...» (1985)
- «Моя люба» (1987), Телевізійні стрічки:
- «Дай нам Боже довгий вік» (1990—1992)

### Сценарист
- «Грізні ночі» (1960)
- «Особисте життя» (1974, у співавт.)
- «Назвіть ураган „Марією“» (1970, т/ф)
- «Золоті литаври» (т/ф)
- «Дніпровський вітер» (1976, новела «На косі», т/ф)
- «І ніхто на світі...» (1985, у співавт., т/ф)